# S/2019 S 1
S/2019 S 1 ist einer der kleineren äußeren Monde des Planeten Saturn.

## Entdeckung und Benennung
S/2019 S 1 wurde am 1. Juli 2019 durch die Astronomen Edward J. Ashton und Brett J. Gladman der University of British Columbia, Jean-Marc Petit (Observatoire de Besançon) und Mike Alexandersen (Harvard-Smithsonian Center for Astrophysics) auf Aufnahmen entdeckt, die vom 1. Juli 2019 bis zum 14. Juni 2021 mit dem 3,58-m-Teleskop des Canada-France-Hawaii Observatoriums auf der Insel Hawaii angefertigt wurden. Die Entdeckung wurde am 16. November 2021 bekannt gegeben, der Mond erhielt die vorläufige Bezeichnung S/2019 S 1.

## Bahneigenschaften
S/2019 S 1 umläuft Saturn in 1 Jahr und 78,78 Tagen auf einer stark elliptischen, prograden Umlaufbahn zwischen 4.231.300 km und 18.210.800 km Abstand zu dessen Zentrum. Die Bahnexzentrizität beträgt 0,623, die Bahn ist 44,4° gegenüber dem Äquator von Saturn geneigt.
Der Mond ist Bestandteil der sogenannten Inuit-Gruppe von Saturnmonden, die den Planeten mit Bahnneigungen zwischen 44,4° und 49,9° und Bahnexzentrizitäten zwischen 0,107 und 0,364 prograd umrunden. Dabei gehört er zu den innersten irregulären Monden Saturns; sein exzentrischer Orbit führt ihn näher an Saturn heran als alle anderen irregulären Monde, was mithin auch ein Grund ist, warum er aufgrund Saturns Helligkeit nicht bereits früher entdeckt wurde.
Die Ähnlichkeiten der Großen Bahnhalbachsen und Bahnneigungen der drei Monde S/2019 S 1, Kiviuq und Ijiraq weist auf die plausible Möglichkeit hin, dass sie alle Fragmente einer Kollision auf einem ehemaligen, ursprünglich größeren eingefangenen Mond sind. Die Lichtkurve von Kiviuq zeigt, dass letzterer extrem unregelmäßig geformt ist. Allerdings ist die Bahnexzentrizität von S/2019 S 1 deutlich größer als die Exzentrizität von Ijiraq und Kiviuq, so dass es eine Hochgeschwindigkeitskollision benötigen würde, um ihn auf diese exzentrische Umlaufbahn zu bringen. Kiviuqs extreme Form ist ein weiterer Hinweis darauf, dass eine besonders katastrophale Kollision stattgefunden haben könnte.
Die exzentrische Umlaufbahn des Mondes führt diesen näher als 1,5 Millionen Kilometer an Iapetus heran, was mehrere Male pro Jahrhundert geschieht. Daher gehört S/2019 S 1 zu den „heißen“ Kandidaten für eine mögliche zukünftige Kollision mit diesem Mond, was bislang durch die unterschiedlichen Ausrichtungen der beiden Umlaufbahnen sowie durch ein „schlechtes“ Timing von potentiellen Kreuzpunkten der beiden Bahnen verhindert wurde. Bei einer Kollision würde S/2019 S 1 verdampfen und einen riesigen Einschlagskrater von rund 100 km verursachen.

## Physikalische Eigenschaften
S/2019 S 1 besitzt einen Durchmesser von etwa 5 km. Die absolute Helligkeit des Mondes beträgt 15,3 m.

## Erforschung
Der Beobachtungszeitraum von S/2019 S 1 erstreckt sich vom 1. Juli 2019 bis zum 14. Juni 2021; es liegen insgesamt 22 erdbasierte Beobachtungen über einen Zeitraum von zwei Jahren vor.
Während der Mission der Cassini-Raumsonde hätte es theoretische Beobachtungsmöglichkeiten des Mondes gegeben, damals war der Mond aber noch nicht entdeckt. Cassini hatte den Mond im September 2015 in einer Entfernung von 2,1 Millionen Kilometer passiert. Dies wäre der nächste Vorbeiflug an einem irregulären Mond gewesen, wenn man von dem gezielten Vorbeiflug an Phoebe 2004 absieht.